# Pholcus fagei
Pholcus fagei is een spinnensoort uit de familie trilspinnen (Pholcidae). De soort komt voor in Oost-Afrika.